# Jacques Bourboulon
Jacques Bourboulon (* 8. Dezember 1946 in Frankreich) ist ein französischer Mode- und Aktfotograf.
Jacques Bourboulon begann seine Karriere im Jahr 1967. Nachdem seine Modefotos in der Vogue abgedruckt wurden, arbeitete er unter anderem für Dior, Féraud und Carven. 1974 zog er sich aus der Modebranche zurück und widmete sich den Großteil seiner Zeit seinem Hobby, dem Reisen und dem Fotografieren nackter junger Frauen und Mädchen. Er veröffentlicht 1980 seinen ersten Fotoband Des Corps Naturels, dem 20 weitere mit einer Gesamtauflage von mehr als 400.000 Exemplaren folgten. Während Bourboulon in den 1970er- und 1980er-Jahren noch eine breite Akzeptanz fand, verlagerte er seine Interesse ab 1989 auf die Landschaftsfotografie. Bourboulons Fotobücher und Zeitschriften, in denen einige seiner Aufnahmen veröffentlicht wurden, erzielen einen weitaus höheren Sammlerwert als Werke des artverwandten David Hamilton. Im Gegensatz zu Hamiltons verträumter Bildgestaltung durch Weichzeichner und Spezialfilter charakterisieren sich Bourboulons Fotografien durch starke Kontraste im Sonnenlicht. Der Fotograf arbeitete konsequent mit einer Pentax-Fotokamera.
In den Jahren 1976 bis 1988 arbeitete Bourboulon auf der Mittelmeerinsel Ibiza, wo auch die Aufnahmen zu seinem seltensten Band „Melodies“ entstanden.
Zu Zeiten seiner Buchveröffentlichungen präsentierte er seine Werke in Tokio, Sydney, Köln, Brüssel, Paris, Stockholm, Madrid, Mailand und Barcelona und bot Konferenzen und Workshops für Amateurfotografen an. Heute lebt Jacques Bourboulon ein eher zurückgezogenes Leben im Süden von Frankreich.

## Fotobände
- Conte de Fées, 1980 - Japan: Tatsumi Verlag
- Des corps naturels, 1980 - Éditions Filipacchi - ISBN 2-85018-184-6
- Eva (portfolio), 1981 - AGEP Ed.
- Coquines, 1982 - Kaktus Ed. - ISBN 2-85949-043-4
- Attitudes, 1984 - Paris: Carrère - ISBN 2-86804-010-1
- Mélodies, 1987 - Paris: JMV - ISBN 2-86660-025-8
- Photographier le nu, 1996 - Editions VM - ISBN 2-86258-169-0